# 外野村晋
外野村 晋（とのむら しん、1911年11月17日 - 1994年6月1日）は、山形県出身の俳優。

## 来歴・人物
山形県飽海郡南遊佐村（現在の山形県酒田市）出身。本名は小野三郎。
東宝演劇研究会や東映東京撮影所を経て、東京俳優生活協同組合に所属していた。
戦前から数々の劇団に所属して舞台活動をしていたが、戦後に日活や東映東京制作の映画に端役を中心に出演するようになる。
代表作は『事件記者』の熊田記者役。
1994年6月1日、心臓発作により死去。82歳没。

## 主な出演作品

### 映画
- 花嫁蚤と戯むる（1951年、東映）
- かくて夢あり（1954年、日活） - 消防組頭
- 沓掛時次郎（1954年、日活） - 苫屋の半太郎
- 黒い潮（1954年、日活） - 他部記者C
- スラバヤ殿下（1955年、日活） - 百姓親父
- 満ちて来る潮（1956年、東映） - 小出課長
- 怒れ!力道山（1956年、東映） - 吉岡
- 鯨と斗う男（1956年、東映） - 赤石
- 純愛物語（1957年、東映） - 少年院庶務課員
- どたんば（1957年、東映）
- 警視庁物語 夜の野獣（1957年、東映） - 早津刑事
- 乱撃の七番街（1958年、東映） - 横瀬
- 少年探偵団 首なし男（1958年、東映）
- 母と拳銃（1958年、東映） - 刑務所長
- 非常線（1958年、東映） - 角野刑事
- 警視庁物語 魔の伝言板（1958年、東映） - 北野明
- 事件記者シリーズ（日活） - 熊田記者
  - 事件記者（1959年）
  - 事件記者 真昼の恐怖（1959年）
  - 事件記者 仮面の脅迫（1959年）
  - 事件記者 姿なき狙撃者（1959年）
  - 事件記者 影なき男（1959年）
  - 事件記者 深夜の目撃者（1959年）
  - 事件記者 時限爆弾（1960年）
  - 事件記者 狙われた十代（1960年）
  - 事件記者 拳銃貸します（1962年）
  - 事件記者 影なき侵入者（1962年）
- 新・事件記者 大都会の罠（1966年、東京映画） - 熊田記者
- 新・事件記者 殺意の丘（1966年、東京映画） - 熊田記者
- 金環蝕（1975年、東宝） - 黒尾重次郎
- 雪の詩（1976年、文映社） - 作兵衛
- 夢（1990年、黒澤プロ） - 日野道夫

など

### テレビドラマ
- 事件記者（1958年 - 1966年、NHK） - 熊田記者
- 特別機動捜査隊（NET / 東映）
  - 第66話「悪い道」（1963年）
  - 第295話「しのび逢い」（1967年） - 里見
  - 第302話「悲しき善意」（1967年）
  - 第629話「美しく生きたい」（1973年） - 河崎
  - 第667話「失われた週末」（1974年） - 豊田
  - 第679話「渇いた道」（1974年） - 宏平
  - 第684話「十津川絶唱」（1974年） - 室田
  - 第704話「人妻の虚像」（1975年） - 葉山
  - 第736話「ガラスの橋」（1975年） - 校長
  - 第757話「霊柩車を撃て!」（1976年） - 高木次長
- 見合い恋愛（1969年、NTV / C.A.L） - 易者
- NHK大河ドラマ
  - 樅ノ木は残った（1970年） - 役人
  - 元禄太平記（1975年） - 進藤源四郎
  - 草燃える（1979年） - 典医
  - 峠の群像（1982年） - 木下家家老
  - 徳川家康（1983年）
  - 山河燃ゆ（1984年） - 老人
  - いのち（1986年） - 左平
- 大岡越前 第2部 第10話「下手人は火あぶり」（1971年、TBS / C.A.L） - 吉兵ヱ
- 荒野の素浪人（NET / 三船プロダクション）
  - 第14話「奇襲 女地獄牢」（1972年） - 南海屋万兵衛
  - 第26話「妖雲 笛吹川の人柱」（1972年） - 久兵衛
- 変身忍者嵐 第1話「猛襲!!怪魚忍者毒うつぼ」（1972年、MBS / 東映） - 庄屋
- 走れ!ケー100 第23話「はるばる来たぜ北海道（函館の巻）」（1973年、TBS）
- 遠山の金さん捕物帳 第149話「替玉に惚れた女（1973年、NET）
- 新・荒野の素浪人 第12話「闇の鬼神」（1974年、NET / 三船プロダクション） - 薬売り
- 華麗なる一族（1974年、NET / 東宝）
- 夜明けの刑事 第29話「死を宣告された夫」（1975年、TBS）
- 江戸の旋風（CX）
  - 第2シリーズ（1976年）
    - 第14話「女の通り雨」  - 奥庵医師
    - 第27話「新吾有情」  - 大禅寺和尚

  - 第3シリーズ（1977年）
    - 第2話「あばずれ芸者」
    - 第18話「姉妹芸者」

  - 新・江戸の旋風（1980年） - 与助
- 非情のライセンス 第2シリーズ 第95話「兇悪のめぐり逢い」（1976年、NET / 東映）
- 忍者キャプター 第43話「暗闇忍堂の最期」（1976年、12ch / 東映） - 甲賀狼丸
- 破れ傘刀舟 悪人狩り 第104話「天保やっちゃば秘録」（1976年、NET）
- 俺たちの朝 第19話「雨漏と人工呼吸と熱い味噌汁」（1977年2月27日、NTV / 東宝） - 劇団創作座の審査員
- 銭形平次 第566話「奇妙なお礼参り」（1977年、CX / 東映） - 惣右ヱ門
- 快傑ズバット 第29話「父母なき子 涙の復讐」（1977年、12ch / 東映） - 岩造
- 白い荒野（1977年、TBS / 国際放映）
- 特捜最前線（ANB / 東映）
  - 第28話「恐喝 にせ女子大生日記」（1977年）
  - 第86話「死んだ男の赤トンボ!」（1978年）
  - 第236話「深夜便の女!」（1981年）
  - 第283話「或る疑惑!」（1982年）
  - 第340話「老刑事・96時間の追跡!」（1983年）
  - 第353話「特別病棟の女!」（1984年）
  - 第401話「盲導犬バロン号の追跡!」（1986年）
- ありがとう 第2シリーズ 第44話（1977年11月23日、TBS / テレパック） - 水島みちの夫 役
- 別れて生きる時も（1978年、TBS / 松竹） - 井波の父
- 桃太郎侍 第72話「絵筆に賭けた命」（1978年、NTV） - 扇屋徳兵ヱ
- 新五捕物帳（NTV）
  - 第13話「おはぐろどぶに咲いた花」（1978年）
  - 第121話「泣くな銀次」（1980年）
- 大都会シリーズ（NTV / 石原プロモーション）
  - 大都会 PARTII
    - 第23話「護送」（1978年）
    - 第29話「17番ホールの標的」（1977年）
    - 第52話「北九州コネクション」（1978年）

  - 大都会 PARTIII
    - 第5話「野良猫の牙」（1978年）
    - 第37話「頭取集団誘拐」（1979年）
- Gメン'75 第213話「ニューカレドニアの逃亡者」（1979年、TBS / 東映）−国友商事社長
- 江戸を斬るIV 第14話「おゆき お京が麻薬地獄へ」（1979年、TBS / C.A.L）
- 駆け込みビル7号室 第9話「野球トバクを追え! 連続三振は死の匂い」（1979年、CX）
- 土曜ドラマ 戦後史実録シリーズ 空白の900分 -国鉄総裁怪死事件-（1980年、NHK） - 公安局長
- 西部警察 PART-III 第24話「山形・蔵王ルート -山形篇-」（1983年、ANB / 石原プロモーション） - 小倉雄作（保守党幹事長）
- おしん（1983年、NHK）
- 昭和四十六年 大久保清の犯罪（1983年、TBS）
- おもしろバラエティ 心はロンリー気持ちは「…」 III（1986年、CX）
- 土曜ワイド劇場（ABC / にっかつ）
  - おさな妻 私を抱いて…16歳の初夜（1983年）
  - 東京原宿ハウスマヌカン連続殺人 豪華パーティーの夜消えたギャルたち（1987年）
- 火曜サスペンス劇場（NTV / にっかつ）
  - 味のふるさとミステリー紀行 安比高原 - 十和田湖連続殺人事件（1987年）
- チロルの挽歌（1992年、NHK）
- 松本清張作家活動40周年記念「迷走地図」（1992年、TBS）
- 振り返れば奴がいる 第2話「お前が殺したんだ」（1993年、CX）
- ボクたちのドラマシリーズ 時をかける少女 第2話（1994年、CX）※遺作

など